# 10COLOR'S
10COLOR'S（てんからーず）は、山口県、福岡県を中心に活動している、十人十色をコンセプトとした女性アイドルグループである。2012年11月に、HKT48を卒業した古森結衣とHRを卒業した星野聖奈を中心に結成された。現在はメンバー不在のため、活動休止中である。

## 沿革
- 2012年11月11日 - 山口県下関市のシーモール下関内にて行われたアイドル公開オーディションにて、古森結衣、星野聖奈以外のメンバーが選抜される。この場にてグループ名が「十人十色、みなの個性を出していく」と、「並べ替えると“唐戸（からと）”になる」という二通りの意味を込めて10COLOR'Sに決定[1]。
- 2013年5月12日 - 2期生が加入。
- 2013年7月6日 - 1st.CD「One Day,One Step!!」をリリース。
- 2014年3月9日 - 3期生が加入。
- 2014年11月23日 - 1st.写真集「10COLOR'S」発売。
- 2015年2月3日 - 「フランソワ～届かない片思い～」を全国リリース。2月2日付けオリコンデイリーランキングで2位、2月9日付けオリコンウイークリーランキングにて15位を獲得。
- 2015年3月15日 - 4期生が加入。
- 2015年5月31日 - 酒井さわが4期生として加入。
- 2015年10月10日 - 如月桃子が4期生として加入。
- 2015年11月1日 - 2nd.写真集「天使の階段」発売。
- 2016年2月2日 - 「JK☆大革命の日々」を全国リリース。2月1日付けオリコンデイリーランキングで2位を獲得。2月15日付けオリコンウイークリーランキングにて9位を獲得。
- 2016年5月21日－キャナルシティ博多で開催されていたリリースイベント中、一部のファンが隣接している池に飛び込みイベントが中止。怒った一部のファンと飛び込んだ当事者と揉め事があり、警察が出動する事件があった。
- 2016年7月7日 - 酒井さわ、如月桃子をファンとの私的な交流があったため解雇[2]。
- 2016年8月14日 - 運営とメンバーとの方針の違いなどの理由で、9月25日に行われる卒業ライブをもってメンバー全員が卒業することを発表[3][4][5]。なお、グループ自体は存続する予定。
- 2016年8月21日 - 9月10日 - 福岡、名古屋、大阪、東京で全国ツアーを開催。
- 2016年9月25日 - 小倉wowでのライブを最後に活動休止。

## 活動休止（メンバー全員卒業）の経緯
2016年8月14日 小倉wowでのライブイベントのMC内でメンバー全員卒業が発表された。
各メンバー1人ずつ卒業までの経緯を
「給与の支払い額のミス、人気メンバーと不人気メンバーとの差別的態度や発言、圧力などを受けて、グループやファン、メンバーのみんなと別れるのは辛いけど、これ以上、運営と共にやっていくのは厳しいと思い、卒業を決めた」
と涙ながらに発表、謝罪した。
運営がステージ上に姿を現すことはなかったが、その後メンバーの保護者やファンが説明を求めると
「10COLOR'Sを運営するにあたり、いろいろな改善点があり、その都度メンバーと話し合いの場を持って改善するようつとめて参りましたが、運営の不徳でそれが改善されず、メンバーに大変負担をかけてしまった事が最大の原因」と説明している。

## メンバー

### メンバー
- 2016年9月26日現在、所属メンバーは0名である。

### 元メンバー
| カラー     | 名前       | 読み            | 生年月日                | 加入期 | 出身地          | 備考 |
| ---------- | ---------- | --------------- | ----------------------- | ------ | --------------- | --- |
| 赤色       | 古森結衣   | こもり ゆい     | 1997年12月2日 （27歳）  | 1期    | 山口県 光市     | 元HKT48チームH、元リーダー、2013年12月1日卒業。                                                           |
| ピンク色   | 星野聖奈   | ほしの せいな   | 1992年7月10日 （32歳）  | 1期    | 山口県 山口市   | 元HRチームH、2013年1月28日まで所属。                                                                      |
| 青色       | 佐川ひなの | さがわ ひなの   | 1996年10月13日 （28歳） | 1期    | 山口県 宇部市   | 2013年11月30日卒業。                                                                                      |
| 緑色       | 山下美佳   | やました みか   | 1994年1月31日 （31歳）  | 1期    | 山口県 防府市   | 2014年3月2日卒業。                                                                                        |
| 白色       | 福間杏実   | ふくま あみ     | 1996年2月14日 （29歳）  | 2期    | 山口県 山口市   | 2015年3月22日卒業。                                                                                       |
| 赤色       | 山本久恵   | やまもと ひさえ | 1996年9月13日 （28歳）  | 1期    | 山口県 山口市   | 2014年8月9日に紫色より赤色に変更。 2015年4月5日卒業。                                                     |
| ピンク色   | 松本亜季   | まつもと あき   | 1997年9月21日 （27歳）  | 3期    | 福岡県 北九州市 | 2016年3月27日卒業。                                                                                       |
| 黒色       | 酒井さわ   | さかい さわ     | 1998年8月15日 （26歳）  | 4期    | 山口県 山口市   | 2016年7月7日に解雇。現在は リミテッドとして活動                                                           |
| 紫色       | 如月桃子   | きさらぎ ももこ | 2001年2月20日 （24歳）  | 4期    | 福岡県          | 2016年7月7日に解雇。現在はリミテッドとして活動                                                            |
| 黄色       | 堀合華奈   | ほりあい はるな | 1997年12月26日 （27歳） | 1期    | 山口県 下関市   | リーダー 2016年9月25日卒業                                                                                |
| 赤色       | 堀合琳華   | ほりあい りんか | 2001年2月8日 （24歳）   | 2期    | 山口県 下関市   | 副リーダー、2015年4月11日にオレンジ色より変更。 リーダーの堀合華奈の妹。 2016年9月25日卒業                |
| 青色       | 大原萌     | おおはら もえ   | 1997年3月12日 （28歳）  | 3期    | 山口県          | 2016年5月22日をもって一時活動休止、7月9日に活動復帰。 2016年9月25日卒業 現在はREBIRTHのメンバーとして活動 |
| 黄緑色     | 宮内彩夏   | みやうち さやか | 1999年7月29日 （25歳）  | 3期    | 山口県 防府市   | 2016年9月25日卒業 現在はJams Collectionのメンバーとして活動                                               |
| 水色       | 柴田ゆいか | しばた ゆいか   | 2000年2月21日 （25歳）  | 3期    | 福岡県 北九州市 | 2016年9月25日卒業 えくれあエクレットのメンバーとして活動していたが、卒業。                                |
| オレンジ色 | 桜庭ちあき | さくらば ちあき | 1998年10月21日 （26歳） | 4期    | 山口県          | 2016年9月25日卒業                                                                                         |
| 白色       | 加藤愛実   | かとう あみ     | 1999年1月23日 （26歳）  | 4期    | 福岡県          | 10COLOR'S研究生より昇格。 2016年9月25日卒業                                                               |

### 10COLOR'S研究生（Honey☆Lips！）
2015年3月1日から「Honey☆Lips！」の名称に。2015年8月1日に解散。
| 名前       | よみ           | ニックネーム | 生年月日      | 血液型 | 加入 | 備考                                                        |
| ---------- | -------------- | ------------ | ------------- | ------ | ---- | ----------------------------------------------------------- |
| 小野綾香   | おのあやか     | あやか       |               |        |      | 初代リーダー 2015年6月21日卒業 元えくれあエクレットメンバー |
| 加藤愛実   | かとうあみ     | あみみ       | 1999年1月23日 |        |      | 10COLOR'S正規メンバーに昇格                                 |
| 松井亜弥   | まついあや     | あーやん     |               |        |      | 現Cara☆Fureメンバー                                         |
| 宮野友梨愛 | みやのゆりあ   | ゆりあんぬ   |               |        |      | 2代目リーダー 現Candy Crossメンバー                         |
| 村瀬未莉   | むらせみのり   | みのりん     |               |        |      | 元えくれあエクレットメンバー                                |
| 高橋優花   | たかはしゆうか | ゆうか       |               |        |      | 元ショコラ★ほいっぷメンバー                                 |

## 作品

### シングル
| 枚  | 発売日       | タイトル                     | c/w | 形態                                                   | 備考                                    |
| --- | ------------ | ---------------------------- | --- | ------------------------------------------------------ | --------------------------------------- |
| 1st | 2013年7月6日 | One Day,One Step!!           | ファイティングポーズで抱きしめて | CD                                                     | 2014年3月29日に新バージョンをリリース。 |
| 2nd | 2015年2月3日 | フランソワ～届かない片思い～ | [type-A] ODOD [type-B] ファイティングポーズで抱きしめて!! [type-C] クマのぬいぐるみ [type-D] KISSしてfor me? [type-E] 住宅展示場サエラ            | CD[type-A] CD[type-B] CD[type-C] CD[type-D] CD[type-E] |                                         |
| 3rd | 2016年2月2日 | JK☆大革命の日々              | [type-A] 夕凪☆Merry★Go-Round [type-B] マジック・アワー [type-C] タイムスリップ [type-D] KISSしてfor me? [type-E] 君がくれた想い～10COLOR’S ver.～ | CD[type-A] CD[type-B] CD[type-C] CD[type-D] CD[type-E] |                                         |

### 写真集
| 枚  | 発売日         | タイトル   | 備考                |
| --- | -------------- | ---------- | ------------------- |
| 1st | 2014年11月23日 | 10COLOR'S  | メイキングDVD付き。 |
| 2nd | 2015年11月1日  | 天使の階段 | メイキングDVD付き。 |

## 出演情報

### テレビ
- 「ちぐまや家族」（テレビ山口、2012年11月24日）- 結成時のオーディションを取材。
- 「おいしさフレッシュ現地直送！第１５回道の駅フェスタinザ・モール周南」（テレビ山口、2015年9月19日）

### CM
- 銀座一丁目歯科「定期健診篇」（2013年-2014年）- 古森結衣、山本久恵が青SHUN学園の春乃美月と共演。
- サエラ住宅展示場 （2014年-）- CM挿入歌のみ

### 書籍
- ウォーカームック 九州アイドルBOOK (2014年5月28日発売、KADOKAWA)